# O Samba Poconé
O Samba Poconé é o terceiro álbum da banda mineira Skank, lançado em 1996. O álbum foi produzido por Dudu Marote e se tornou o álbum mais bem-sucedido da banda, superando 1 milhão de cópias vendidas, mesmo que tivesse menos canções de sucesso que o álbum anterior.
A banda deixou de lado o dancehall brasileiro para experimentar elementos de rock, rockabilly, rock latino e forró.
Em 2011, a banda tinha planos de lançar uma edição comemorativa de 15 anos do álbum, incluindo faixas bônus e um show gravado na turnê de divulgação do álbum em 1996. Em 11 de novembro de 2016, foi lançada uma edição comemorativa de 20 anos do álbum, incluindo dois discos bônus com demos, remixes, instrumentais, versões alternativas e faixas descartadas do álbum original.

## Produção
Gravado no estúdio Mosh, em São Paulo, o álbum conta com a participação do cantor francês Manu Chao em três faixas do álbum. Chao foi introduzido à banda por Paco Pigalle, dono de um clube em Belo Horizonte que também canta na faixa "Los Pretos". O título, aludindo à cidade de Poconé, no Mato Grosso, foi escolhido por achar que representava "o interior do Brasil e as misturas de referência musical que nos influenciavam na época", segundo Henrique Portugal. A banda nunca esteve na cidade, mas o Poconé Esporte Clube retribuiu a homenagem dando uma camisa de presente quando a banda tocou em Cuiabá.
De acordo com o release do site oficial da banda, o álbum foi "inspirado nos filmes da Atlântida com Zé Trindade, Renata Fronzi e Grande Otelo e nos pequenos circos que percorrem o país." O projeto gráfico de Gringo Cardia reuniu pinturas do espanhol José Robles, já que Samuel Rosa não queria fotografias no encarte e pediu que buscasse o responsável pelos painéis das fachadas dos cinemas de São Paulo. Robles criou 18 obras, com o álbum aproveitando treze.
De acordo com Samuel Rosa para a revista Rolling Stone Brasil, o álbum "foi, naquele período, a prova de fogo para nós e foi maravilhoso." Além de pop, o álbum tem uma dose de espectro do Skank, presente nas faixas "Sem Terra" e "Los Pretos". Afirmou que, em comparação ao álbum anterior, Calango, O Samba Poconé "é um aperfeiçoamento. Em termos estéticos e musicais, é um disco mais bem resolvido e ousado, foge daquela cartilha do dancehall, a banda está mais atrevida no estúdio". Porém, ressaltou que enquanto Calango teve várias músicas de sucesso, o desempenho radiofônico de O Samba Poconé acabou monopolizado pela primeira música de trabalho, "Garota Nacional", com apenas "É Uma Partida de Futebol" e "Tão Seu" ganhando espaço.

## Recepção

### Crítica
| Críticas profissionais | Críticas profissionais |
| Avaliações da crítica  | Avaliações da crítica  |
| Fonte                  | Avaliação              |
| ---------------------- | ---------------------- |
| All Music              | [ 12 ]                 |
| Galeria Musical        | [ 13 ]                 |

Don Snowden, da AllMusic, avaliou o álbum com três estrelas de cinco. Para o crítico, as músicas foram bem produzidas, definindo as quatro primeira faixas como as mais fortes do álbum. Anderson Nascimento, do portal Galeria Musical, também avaliou o álbum com três estrelas de cinco.

### Comercial
De acordo com o site oficial da banda, o disco vendeu mais de 1,8 milhões de cópias, sendo o mais vendido da carreira. Foi certificado como disco de diamante pela ABPD, equivalente a 1 milhão de cópias.

## Edição especial de 20 anos
Em 11 de novembro de 2016, foi lançada uma edição tripla em comemoração aos 20 anos do álbum, com 29 faixas bônus. Uma turnê comemorativa também rodou o Brasil, incluindo boa parte do álbum.

## Regravações
- A banda de axé Banda Eva, ainda com Ivete Sangalo nos vocais, regravou a canção "Tão Seu" em seu primeiro álbum ao vivo, Banda Eva ao Vivo (1997).[17]
- A cantora brasileira Luiza Possi regravou a canção "Os Exilados" em seu álbum de estreia, Eu Sou Assim (2002).[18]
- A banda Roupa Nova regravou a canção "Tão Seu" em seu álbum Ouro de Minas (2001)

## Lista de faixas
Todas as faixas escritas e compostas por Samuel Rosa e Chico Amaral, exceto onde indicado. 
| Versão original |                            |                          |         |  |
| N.º             | Título                     | Compositor(es)           | Duração |  |
| 1.              | "É Uma Partida de Futebol" | Nando Reis / Samuel Rosa | 3:56    |  |
| 2.              | "Eu Disse a Ela"           |                          | 4:14    |  |
| 3.              | "Zé Trindade"              |                          | 4:07    |  |
| 4.              | "Garota Nacional"          |                          | 5:17    |  |
| 5.              | "Tão Seu"                  |                          | 4:03    |  |
| 6.              | "Sem Terra"                |                          | 4:39    |  |
| 7.              | "Os Exilados"              |                          | 4:05    |  |
| 8.              | "Um Dia Qualquer"          | Chico Amaral             | 4:52    |  |
| 9.              | "Los Pretos"               |                          | 3:59    |  |
| 10.             | "Sul da América"           |                          | 4:14    |  |
| 11.             | "Poconé"                   | Chico Amaral             | 5:21    |  |

| Versão vinil |                            |                          |         |  |
| N.º          | Título                     | Compositor(es)           | Duração |  |
| 1.           | "É Uma Partida de Futebol" | Nando Reis / Samuel Rosa | 3:56    |  |
| 2.           | "Eu Disse a Ela"           |                          | 4:14    |  |
| 3.           | "Zé Trindade"              |                          | 4:07    |  |
| 4.           | "Garota Nacional"          |                          | 5:17    |  |
| 5.           | "Os Exilados"              |                          | 4:03    |  |
| 6.           | "Los Pretos"               |                          | 4:00    |  |
| 7.           | "Tão Seu"                  |                          | 4:05    |  |
| 8.           | "Sem Terra"                | Chico Amaral             | 4:41    |  |
| 9.           | "Um Dia Qualquer"          |                          | 4:54    |  |
| 10.          | "Sul da América"           |                          | 4:11    |  |
| 11.          | "Poconé"                   | Chico Amaral             | 5:21    |  |

| Edição especial 20 anos (disco 2) |                            |         |  |
| N.º                               | Título                     | Duração |  |
| 1.                                | "Zé Trindade" (ensaio)     | 3:36    |  |
| 2.                                | "Um Dia Qualquer" (ensaio) | 3:16    |  |
| 3.                                | "Los Pretos" (ensaio)      | 4:10    |  |
| 4.                                | "Sem Terra" (ensaio)       | 4:32    |  |
| 5.                                | "Eu Disse a Ela" (demo)    | 3:58    |  |
| 6.                                | "Zé Trindade" (demo)       | 3:41    |  |
| 7.                                | "Garota Nacional" (demo)   | 6:17    |  |
| 8.                                | "Sem Terra" (demo)         | 3:52    |  |
| 9.                                | "Os Exilados" (demo)       | 3:40    |  |
| 10.                               | "Um Dia Qualquer" (demo)   | 4:06    |  |
| 11.                               | "Minas com Bahia" (demo)   | 4:37    |  |
| 12.                               | "Los Pretos" (demo 1)      | 3:16    |  |
| 13.                               | "Los Pretos" (demo 2)      | 5:23    |  |
| 14.                               | "Sul da América" (demo)    | 3:57    |  |

| Edição especial 20 anos (disco 3) |                                                     |         |  |
| N.º                               | Título                                              | Duração |  |
| 1.                                | "É Uma Partida de Futebol" (versão 2)               | 3:47    |  |
| 2.                                | "É Uma Partida de Futebol" (versão 3)               | 3:28    |  |
| 3.                                | "É Uma Partida de Futebol" (versão 3, instrumental) | 3:28    |  |
| 4.                                | "Eu Disse a Ela" (mix alternativa)                  | 4:13    |  |
| 5.                                | "Eu Disse a Ela" (instrumental)                     | 4:12    |  |
| 6.                                | "Garota Nacional" (take 1)                          | 4:46    |  |
| 7.                                | "Chica Nacional" (Garota Nacional, versão espanhol) | 5:16    |  |
| 8.                                | "Tão Seu" (The Horny European)                      | 4:42    |  |
| 9.                                | "Tão Seu" (The Note So Late Jungle Voyage)          | 5:26    |  |
| 10.                               | "Tão Seu" (A Stroll Trough The Park)                | 4:42    |  |
| 11.                               | "Minas com Bahia"                                   | 4:09    |  |
| 12.                               | "Sul da América" (instrumental)                     | 4:15    |  |
| 13.                               | "Poconé" (remix)                                    | 4:25    |  |
| 14.                               | "Poconé" (remix (instrumental))                     | 4:25    |  |
| 15.                               | "Poconé" (mix alternativa)                          | 4:24    |  |

## Certificados e vendas
| País          | Certificados | Vendas/Cópias |
| ------------- | ------------ | ------------- |
| Brasil (ABPD) | Diamante     | 1.800.000     |

## Equipe técnica

### Skank
- Samuel Rosa: vocal e guitarra
- Henrique Portugal: teclados
- Lelo Zaneti: baixo
- Haroldo Ferretti: bateria

### Músicos convidados
- Manu Chao: vocal em "Los Pretos", "Sem Terra" e "Zé Trindade"
- Chico Amaral, Proveta e Teco Cardoso: saxofone
- Edivaldo Silva e Sidnei Borgani: trombone
- João Vianna, Naor Gomes e Walmir Gil: trompete
- Ed Côrtes, James Müller e Marcos Romera: percussão
- Toninho Ferragutti: acordeão em "Poconé"
- Paco Pigalle: vocal em "Los Pretos"
- Débora Reis, Graça Cunha, Kelly Cruz e Vânia Abreu: vocais em "Eu Disse a Ela"